# Afrixalus
Afrixalus là một chi động vật lưỡng cư trong họ Hyperoliidae, thuộc bộ Anura. Chi này có khoảng 30 loài.

## Các loài
- Afrixalus aureus
- Afrixalus brachycnemis
- Afrixalus clarkeorum
- Afrixalus crotalus
- Afrixalus delicatus
- Afrixalus dorsalis
- Afrixalus enseticola
- Afrixalus equatorialis
- Afrixalus fornasini
- Afrixalus fulvovittatus
- Afrixalus knysnae
- Afrixalus lacteus
- Afrixalus laevis
- Afrixalus leucostictus
- Afrixalus lindholmi
- Afrixalus morerei
- Afrixalus nigeriensis
- Afrixalus orophilus
- Afrixalus osorioi
- Afrixalus paradorsalis
- Afrixalus quadrivittatus
- Afrixalus schneideri
- Afrixalus septentrionalis
- Afrixalus spinifrons
- Afrixalus stuhlmanni
- Afrixalus sylvaticus
- Afrixalus uluguruensis
- Afrixalus upembae
- Afrixalus vibekensis
- Afrixalus weidholzi
- Afrixalus wittei